# Грабник (Бібрська міська громада)
Грабни́к —  село в Україні, у Львівському районі Львівської області. Населення - 81 особа. Орган місцевого самоврядування — Бібрська міська рада.